# 石嘴山高新技术产业开发区
石嘴山高新技术产业开发区位于宁夏回族自治区最北端，始建于1992年，1997年经自治区人民政府批准升格为自治区级工业园区，2002年正式成立宁夏石嘴山经济开发区，2005年通过中华人民共和国国家发展和改革委员会审核，更名为“宁夏石嘴山工业园区”。2011年，其被自治区政府命名为宁夏石嘴山高新技术产业园区，2013年被国务院批复为国家级高新技术产业开发区，园区规划区面积为300平方公里。

## 园区概况
2011年，石嘴山高新区总收入达266.9亿元，工业总产值达258.9亿元，高新技术产业总产值达150.4亿元。